# Lenta.ru
Lenta.ru（俄语：Лента.Ру；艺术化后为LƐNTA·RU），有媒体音译连塔网，是一家俄语在线新闻报纸，总部设在莫斯科，由俄罗斯集团Interros以及漫步者（Rambler）传媒集团所持有。它是俄罗斯最受欢迎的在线资源之一，每日访问量超过60万。
2010年伯克曼互联网与社会研究中心的一项研究表明，它是俄罗斯博客圈中被引用最多的新闻来源。
2014年3月12日，其老板亚历山大·马穆特解雇了主编加利纳·季姆琴科。在84人中包括总干事在内的39名员工失去了工作，其中包括32名新闻记者、5名摄影编辑和6位管理员。其员工发表声明称，此举旨在安排一个由克里姆林宫直接控制的主编，并将网站变成一个宣传工具。新闻自由代表杜尼亚·米亚托维将此举看作审查制度的一种表现。加利纳·季姆琴科与约20名新闻记者隨後辞去了在Lenta.ru的工作，而后创办了新的网络报纸Meduza。